# Radio Allgäu Hit
AllgäuHIT ist ein von der BLM genehmigter privater Hörfunksender mit Sitz in Kempten, Bayern. Der Programmveranstalter firmiert als AllgäuHIT e.K. Die Zielgruppe sind 30-69-Jährige.

## Programm
AllgäuHIT sendet ein Vollprogramm bestehend aus Information, Service, Unterhaltung und Musik. Musikalisch sind neben aktuellen Titeln auch Hits der vergangenen Jahrzehnte aus den Bereichen Pop und Rock vertreten. Zur vollen Stunde werden Weltnachrichten gesendet, die im „Blickpunkt Allgäu“ durch regionale Meldungen ergänzt werden. Rund um die Uhr wird ein eigener Wetterbericht ausgestrahlt und zudem ein aktueller Verkehrsservice von den Allgäuer Straßen samt Umland. Zur halben Stunde sendet AllgäuHIT aktuelle und ausführliche Regionalnachrichten, ergänzt wiederum um Wetter und Verkehr. Sonderprogramme werden zu besonderen Anlässen gesendet: Breaking News, aber auch die Allgäuer Weihnacht, eine Silvesterparty oder eine Sendung mit den schrägsten Musiktiteln aller Zeiten am 31. Oktober.

## Moderatoren
Uschi Binkert (Drivetime)

Niklas Bitzenauer (News & Drivetime)

Marion Daltrozzo (AllgäuWECKER)

Thomas Häuslinger (News & Drivetime)

Norbert Kolz (SonnTALK)

Bernd Krause (News & Drivetime)

Lars Peter Schwarz (AllgäuWECKER)

Alexander Tauscher (Radioreise)

Andreas Viktor (Lovenight)

## Geschichte
Nach der Genehmigung durch die BLM erfolgte am 1. August 2011 der Sendestart von AllgäuHIT im regionalen Kabelnetz sowie über Livestream. Das Studio befand sich zu diesem Zeitpunkt in Sonthofen, der Kreisstadt im Landkreis Oberallgäu. Ausgestrahlt wurden zu Beginn eine Morningshow, ein Mittagsprogramm und eine Nachmittagssendung. Nach und nach wurden die Sendungen erweitert, so gibt es sonntags mit dem „AllgäuHIT-SonnTALK“ ein wöchentliches Talkformat, in dem interessante Allgäuer oder gesellschaftlich wichtige Themen aus regionaler Sicht im Mittelpunkt stehen. Im Dezember 2018 erfolgte erstmals die terrestrische Ausstrahlung über DAB+. Im Jahr 2020 zog AllgäuHIT von Sonthofen nach Kempten um. Seit 1. Januar 2025 ist AllgäuHIT der einzige regionale Radiosender, der ein vollwertiges Radioprogramm für die Region Allgäu ausstrahlt und seinen Sitz auch unmittelbar in der Region hat. Grund ist der Wegfall des langjährigen Mitbewerbers RSA Radio, der zum 31. Dezember 2024 seinen Sendebetrieb eingestellt hatte.

## Einschaltquoten
Laut Funkanalyse Bayern 2023 erreichte AllgäuHIT 8.000 Hörer in der Durchschnittsstunde Mo–Fr, 6–18 Uhr im weitesten Empfangsgebiet, Bevölkerung ab 14 Jahre.

## Empfang
Das Programm kann terrestrisch (Antenne) über DAB+ im Kanal 8B (Allgäu-Donau-Iller) empfangen werden. Der Multiplex wird über die Sendemasten Grünten, Markt Wald, Memmingen, Pfänder, Pfronten, Ulm-Kuhberg verbreitet. Das Empfangsgebiet erstreckt sich über das gesamte Allgäu und die Bodenseeregion – konkret im Westen von St. Gallen (Schweiz) bis zur bayerischen Landeshauptstadt München. Im Süden von Oberstdorf bis etwa Aalen (Baden-Württemberg) im Norden. Darüber hinaus wird AllgäuHIT über die Kabelnetze von Vodafone und der Deutschen Telekom sowie via Livestream verbreitet.

## Gesellschafter
Die AllgäuHIT e.K. befindet sich zu 100 % im Besitz von Thomas Häuslinger.